# Фартушняк, Андрей Петрович
Андрей Петрович Фартушняк (укр. Андрій Петрович Фартушняк; 24 марта 1989, Киев, СССР) — украинский футболист, защитник.

## Биография
Начинал свою футбольную карьеру в ФК «Отрадный», затем перешёл в школу «Динамо», за которую выступал в детско-юношеской футбольной лиге. 31 июля 2006 года дебютировал в игре «Буковина» — «Динамо-3» (1:1), где смог обратить на себя внимание тренеров второй команды «Динамо». В июне 2008 года привлекался к тренировкам с основной команде киевского «Динамо».
В феврале 2009 года был отдан в аренду клубу «Харьков». В ФК «Харьков» дебютировал 1 марта 2009 года в матче против «Арсенал» Киев.